# Mercat mullat
Un mercat mullat (xinès simplificat i tradicional: 街市, pinyin: Jiē Shì, literalment mercat de carrer) és un mercat de menjar a l'aire lliure. Tot i que existeixen arreu del món, són especialment populars a l'Àsia, i el nom, provinent de l'anglés de Hong Kong, procedeix del costum de mullar i netejar rutinàriament el terra amb aigua, fins a arribar a banyar-ho tot. Es diferencien així dels mercats secs, on es venen béns durables.
Les principals característiques dels mercats mullats s'associen tradicionalment amb un lloc que ven animals vius a l'aire lliure, com ara aus, peixos, rèptils i porcs. Depenent de la regió, els animals poden estar engabiats o se sacrifiquen per a ser consumits. També es poden trobar fruites i verdures fresques. Els mercats mullats poden incloure carnisseries i peixateries.
Els mercats que contenen animals salvatges vius i productes de sabor salvatge s'han relacionat amb brots de malalties zoonòtiques, com la malaltia del coronavirus del 2019, però la majoria dels mercats humits no inclouen animals salvatges.
Els mercats mullats depenen menys de les mercaderies importades que els supermercats, a causa dels seus menors volums i d'un menor èmfasi en la consistència.

## Al món

### Xina

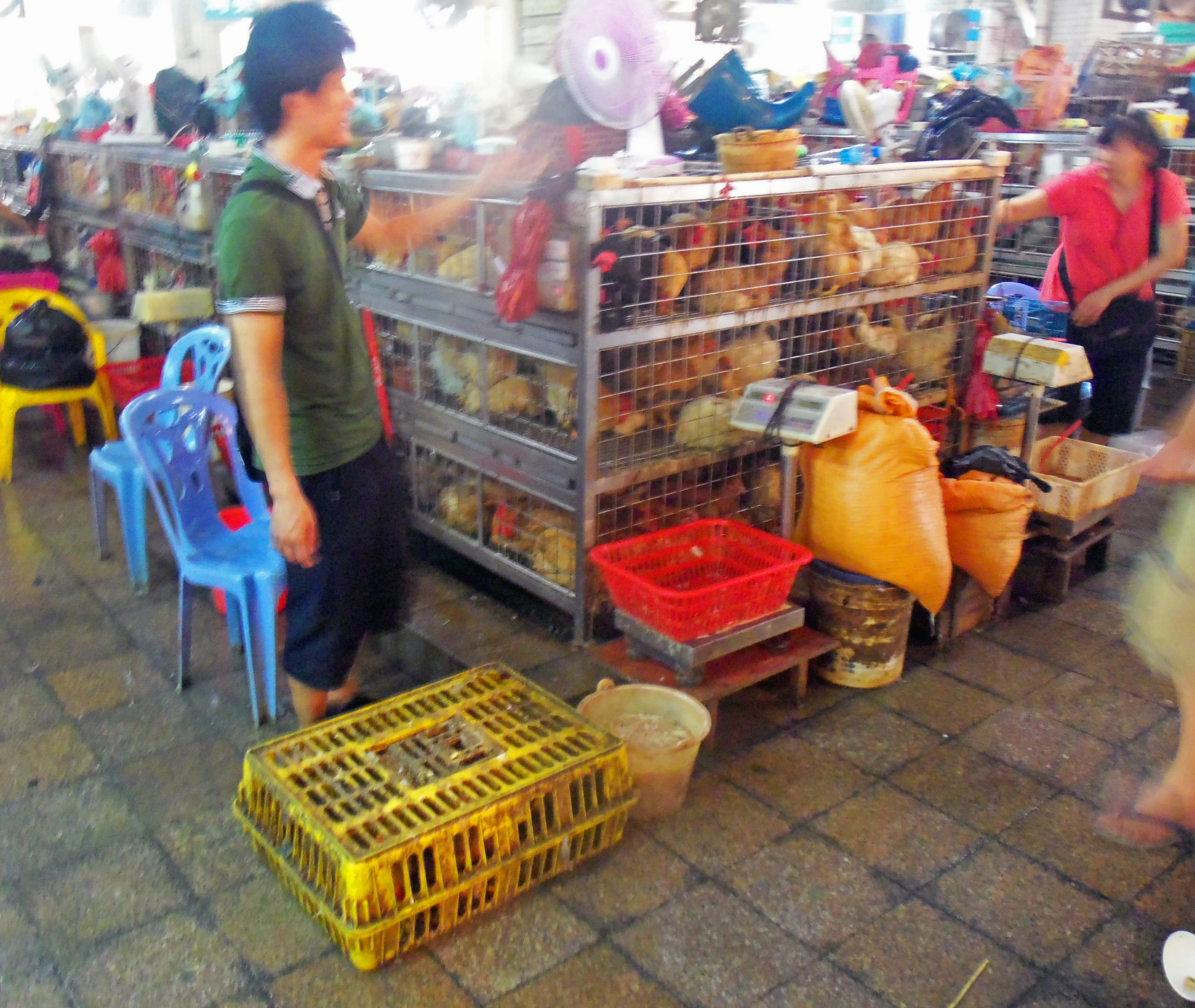
Gàbies d'au a un mercat humit en Shenzhen, Xina

L'origen de la pandèmia de coronavirus 2019-2020 va estar relacionada amb el Mercat majorista de marisc de Wuhan. Després de l'esclat, es va proposar la prohibició dels mercats que comercialitzen animals salvatges per a consum humà. També s'ha assenyalat que la majoria dels mercats humits de la Xina no venen animals salvatges.
El Mercat majorista de marisc de Huanan es va tancar el 1r de gener de 2020. El govern xinès va prohibir posteriorment la venda de productes animals salvatges als mercats el febrer d'aquell mateix any.

### Hong Kong
El 1920 es va obrir el Reclamation Street Market a Hong Kong. A causa de problemes d'estructura, el mercat va ser tancat pel govern el 1953. El 1957, es va obrir el Yau Ma Tei Street Market per tal de substituir l'anterior. Hi havia parades fixes que venien verdures, fruites, mariscs, vedella, porc i aviram. També hi havia parades de venda de pollastres, ànecs i tortugues com a mascotes.
A Hong Kong, els mercats humits són preferits per la gent gran, rendes baixes i assistents domèstics, donant servei a aproximadament el 10 per cent dels residents de la ciutat. Els mercats humits s'han convertit en destinacions turístiques, ja que es considera que són autèntics. Molts dels edificis del mercat humit són propietat d'empreses d'inversió immobiliària i, per tant, el preu dels aliments pot variar de mercat a mercat.
El 1994, els mercats mullats representaven el 70% de les vendes de productes i el 50% de les vendes de carn a Hong Kong.

### Mèxic
Alguns mercats tradicionals a l'aire lliure, anomenats tianguis, com el Mercat Margarita Maza de Juárez a Oaxaca, estan separats en una zona humida i una altra seca.

### Singapur
A principis dels anys noranta, es va prohibir la matança d'animals en 12 mercats interiors de la ciutat i 22 mercats humits a Singapur.

### Tailàndia
Els mercats humits són el lloc preferent per a comprar queviures a Tailàndia per la importància que es dona al país als aliments frescos.

## Higiene dels mercats de vida salvatge

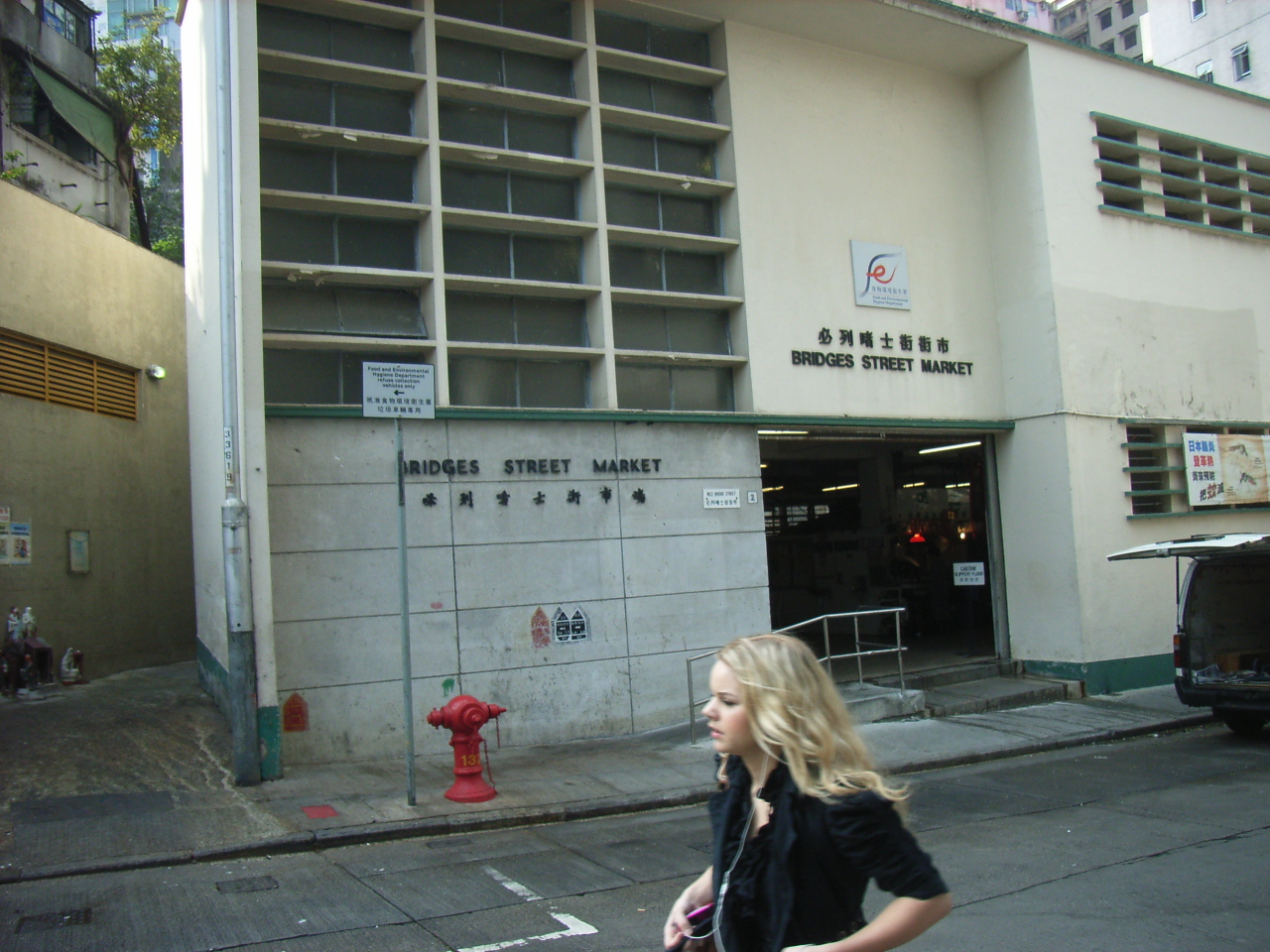
Els mercats moderns estan dins d'edificis, tot i que encara hi ha molts mercats d'aliments a l'aire lliure arreu d'Àsia.

Si no es mantenen els estàndards de sanejament, els mercats humits que contenen productes salvatges poden propagar malalties. En no tractar-se d'espais tancats, els animals poden entrar en contacte directe amb els venedors, carnissers i clients. Insectes com les mosques tenen un accés relativament fàcil als productes alimentaris. De vegades es llencen carcasses a terra per ser escorxades. La grip aviària i els brots de SARS tenen el seu origen en mercats a l'aire lliure, on el potencial de transmissió de malalties és major.
Durant la pandèmia de coronavirus del 2020, s'ha culpat als mercats humits xinesos del brot. Alguns informes diuen que els mercats de vida salvatge d'altres països d'Àsia, Àfrica, i en general a tot el món també tenen potencials riscos per a la salut.